# The Autumn Stone
Albums de Small Faces
Ogdens' Nut Gone Flake
(1968) Playmates
(1977)
The Autumn Stone est une compilation des Small Faces sorti en novembre 1969 chez Immediate Records. Ce double album est une compilation parue après le départ de Steve Marriott et le changement de nom du groupe en Faces. 
La chanson-titre contient un solo de flûte traversière et une atmosphère douce et calme, avec un harmonica et quelques mesures jouées au sitar vers la fin.

## Titres
Toutes les chansons sont de Steve Marriott et Ronnie Lane, sauf mention contraire.
| Fac 1 | Fac 1                                                                      | Fac 1                          | Fac 1 | Fac 1 | Fac 1 | Fac 1 | Fac 1 | Fac 1 | Fac 1 |
| No    | Titre                                                                      | Original release               | Durée |       |       |       |       |       |       |
| ----- | -------------------------------------------------------------------------- | ------------------------------ | ----- | ----- | ----- | ----- | ----- | ----- | ----- |
| 1.    | Here Come The Nice (Écrite et chantée par Steve Marriott avec Ronnie Lane) | There Are But Four Small Faces | 2:57  |       |       |       |       |       |       |
| 2.    | The Autumn Stone (Écrite et chantée par Marriott)                          | Inédite                        | 4:00  |       |       |       |       |       |       |
| 3.    | Collibosher (Instrumental)                                                 | Inédite                        | 3:12  |       |       |       |       |       |       |
| 4.    | All Or Nothing                                                             | 1966 single                    | 3:03  |       |       |       |       |       |       |
| 5.    | Red Balloon (Timothy Hardin)                                               | In Memoriam                    | 4:12  |       |       |       |       |       |       |
| 6.    | Lazy Sunday                                                                | Ogden's Nut Gone Flake         | 3:06  |       |       |       |       |       |       |
| 20:30 |                                                                            |                                |       |       |       |       |       |       |       |

| Face 2 | Face 2                                           | Face 2                 | Face 2 | Face 2 | Face 2 | Face 2 | Face 2 | Face 2 | Face 2 |
| No     | Titre                                            | Original release       | Durée  |        |        |        |        |        |        |
| ------ | ------------------------------------------------ | ---------------------- | ------ | ------ | ------ | ------ | ------ | ------ | ------ |
| 7.     | Call It Something Nice (Chant: Marriott et Lane) | Inédite                | 2:05   |        |        |        |        |        |        |
| 8.     | I Can't Make It                                  | 1967 single            | 3:06   |        |        |        |        |        |        |
| 9.     | Afterglow (Of Your Love) (Single mix)            | Ogden's Nut Gone Flake | 3:24   |        |        |        |        |        |        |
| 10.    | Sha-La-La-La-Lee (Kenny Lynch, Mort Shuman)      | Small Faces (1966)     | 2:56   |        |        |        |        |        |        |
| 11.    | The Universal                                    | 1968 single            | 2:42   |        |        |        |        |        |        |
| 14:13  |                                                  |                        |        |        |        |        |        |        |        |

| Face 3 | Face 3                                      | Face 3                      | Face 3 | Face 3 | Face 3 | Face 3 | Face 3 | Face 3 | Face 3 |
| No     | Titre                                       | Original release            | Durée  |        |        |        |        |        |        |
| ------ | ------------------------------------------- | --------------------------- | ------ | ------ | ------ | ------ | ------ | ------ | ------ |
| 12.    | Rollin' Over (Live)                         | In Memoriam                 | 2:31   |        |        |        |        |        |        |
| 13.    | If I Were A Carpenter (Live) (Hardin)       | In Memoriam                 | 2:32   |        |        |        |        |        |        |
| 14.    | Every Little Bit Hurts (Live) (Edward Cobb) | In Memoriam                 | 6:20   |        |        |        |        |        |        |
| 15.    | My Mind's Eye                               | From the Beginning          | 2:04   |        |        |        |        |        |        |
| 16.    | Tin Soldier                                 | 1967 single                 | 3:21   |        |        |        |        |        |        |
| 17.    | Just Passing (chant: Lane)                  | Face B de "I Can't Make It" | 1:13   |        |        |        |        |        |        |
| 18:01  |                                             |                             |        |        |        |        |        |        |        |

| Face 4 | Face 4                                                | Face 4                               | Face 4 | Face 4 | Face 4 | Face 4 | Face 4 | Face 4 | Face 4 |
| No     | Titre                                                 | inédite                              | Durée  |        |        |        |        |        |        |
| ------ | ----------------------------------------------------- | ------------------------------------ | ------ | ------ | ------ | ------ | ------ | ------ | ------ |
| 18.    | Itchycoo Park                                         | There Are But Four Small Faces       | 2:50   |        |        |        |        |        |        |
| 19.    | Hey Girl                                              | From the Beginning                   | 2:18   |        |        |        |        |        |        |
| 20.    | Wide Eyed Girl On The Wall (Instrumental)             | Inédite                              | 2:47   |        |        |        |        |        |        |
| 21.    | Whatcha Gonna Do About It (Brian Potter, Ian Samwell) | Small Faces (1966)                   | 1:57   |        |        |        |        |        |        |
| 22.    | Wham Bam, Thank You Mam                               | Face B de "Afterglow (Of Your Love)" | 3:18   |        |        |        |        |        |        |
| 13:10  |                                                       |                                      |        |        |        |        |        |        |        |

## Musiciens
- Steve Marriott : guitare, sitar sur The Autumn Stone, harmonica, chant
- Ronnie Lane : basse, chant, chœurs
- Jimmy Winston : orgue, piano, chœurs
- Kenney Jones : batterie

## Musiciens additionnels
- Ian McLagan : orgue, piano, guitare, basse, chœurs
- P. P. Arnold : Chœurs sur Tin soldier et Itchykoo Park.